# Organizace nezastoupených států a národů
Organizace nezastoupených států a národů (anglicky Unrepresented Nations and Peoples Organization; UNPO) je demokratická mezinárodní organizace, jejímž cílem je ochrana lidských a kulturních práv členů, ochrana jejich životního prostředí a hledání nenásilných řešení konfliktů, se kterými se členové setkávají. Členství v organizaci umožňuje působení členů na mezinárodní úrovni. Zabývá se ochranou domorodých lidí, okupovaných národů a závislých států či teritorií. Předsedou organizace je od roku 2018 americký právník Ralph Bunche.

## Činnost
Jednotlivé členské entity organizace rozdílné snahy a cíle, jedno mají společné – nejsou zastoupeni na poli mezinárodních vztahů, nemají zástupce ve významných mezinárodních organizacích (např. OSN) nebo jejich nezávislost není mezinárodně uznána. Důsledkem toho je jejich možnost podílet se na řešení významných problému světa, hlavně ochrana lidských práv, velmi omezena.
Organizace funguje na základě pěti základních principů: Nenásilí, lidská práva, sebeurčení a demokracie, ochrana životního prostředí, tolerance.

## Historie
Organizace vznikla 11. února 1991 a jejím hlavním sídlem je nizozemský Haag. Pro západní polokouli je centrem Washington, opačnou část světa zastupuje estonské Tartu.
Mezi 16 zakládajících členů patřily např.: Arménie, Krymští Tataři, Tatarstán, Estonsko, Gruzie, Kurdové, Tibet, Východní Turkestán, Východní Timor, Západní Papua. V současnosti organizace se sdružuje 44 současných a 57 dřívějších členů.
Mimo tuto organizaci stojí ohrožené domorodé (kmenové) obyvatelstvo, které si doposud zachovává svůj tradiční způsob života děděný po staletí pouze v odlehlých a těžko přístupných částech světa. Dodnes jsou tyto zbytky ohroženy vyhynutím. Celkem jde asi o 180 milionů osob, převážně o národnostní menšiny v Číně (70 miliónů), tradiční kmeny v Indii (50 milionů), sibiřské národy (30 milionů) a Latinskoamerické Indiány (26 milionů), v Evropě lze jmenovat asi 60 000 skandinávských Laponců.[zdroj?]

## Seznam členů UNPO

### Současní členové
| Člen                          | Datum přístupu     | Zastupován kým                                                                  |
| ----------------------------- | ------------------ | ------------------------------------------------------------------------------- |
| Abcházie                      | 6. srpna 1991      | Ministerstvo zahraničních věcí Republiky Abcházie, Vláda (mezinárodně neuznaná) |
| Ačeh                          | 11. února 1991     | -                                                                               |
| Afrikánci                     | 15. května 2008    | Svobodná fronta Plus                                                            |
| Chúzistánští arabové (Ahwazi) | 14. listopadu 2003 | Strana demokratické solidarity Ahwazu                                           |
| Asyřané                       | 6. srpna 1991      | Asyrská všeobecná aliance                                                       |
| Balúčové                      | 1. března 2008     | Národní strana Balúčistánu                                                      |
| Barotsové                     | 23. listopadu 2013 | Barotská národní aliance                                                        |
| Batwaové                      | 14. června 2018    |                                                                                 |
| Ikelané/Bellové (Tuaregové)   | 6. června 2017     | Malijská asociace pro zachování Bellské kultury                                 |
| Biafra                        | 31. července 2020  | Hnutí za obnovu suverénního státu Biafra                                        |
| Bretonci                      | 81. června 2015    | Kelc’h An Dael                                                                  |
| Katalánci                     | 14. prosince 2018  | Katalánské národní shromáždění                                                  |
| obyvatelé Čittágongských hor  | 6. srpna 1991      | Sjednocená lidová strana Chittagong Hill Tracts                                 |
| Krymští Tataři                | 11. února 1991     | Shromáždění lidu Krymských Tatarů                                               |
| Kolumbijský distrikt          | 4. prosince 2015   | -                                                                               |
| Východní Turkestán (Ujgurové) | 11. února 1991     | Světový ujgurský kongres                                                        |
| Gilgit-Baltistán              | 20. září 2008      | Demokratická aliance Gilgit Batlistánu                                          |
| Guam                          | 31. července 2020  | -                                                                               |
| Haratinci                     | 18. září 2011      | Iniciativa pro obnovu abolicionistického hnutí v Mauritánii                     |
| Hmongové                      | 2. února 2007      | Kongres světového lidu Hmongů                                                   |
| Íránští kurdové               | 2. února 2007      | Demokratická strana íránského Kurdistánu, strana Komala íránského Kurdistánu    |
| Kabylie                       | 6. června 2017     | Hnutí za sebeurčení Kabylie, Kabyle prozatímní vláda                            |
| Khmer Krom                    | 15. července 2001  | Khmerská Kambodžsko-Kromská federace                                            |
| Lezgové                       | 7. července 2012   | Federální lezgická národní a kulturní autonomie                                 |
| Madeš (Teraje)                | 14. října 2017     | Aliance pro nezávislý Madheš                                                    |
| Nágáland                      | 23. ledna 1993     | Národní socialistická rada Nagalandu                                            |
| Ogaden                        | 6. ledna 2010      | Národní osvobozenecká fronta Ogadenu                                            |
| Ogoni                         | 19. ledna 1993     | Hnutí za přežití Ogonského lidu                                                 |
| Oromové                       | 19. prosince 2004  | Oromská osvobozenecká fronta                                                    |
| Basteři                       | 2. února 2007      | -                                                                               |
| Savojsko                      | 15. července 2014  | Prozatímní vláda Savojského státu                                               |
| Sindhové                      | 19. ledna 2002     | Světový Sindhský institut                                                       |
| Somaliland                    | 19. prosince 2004  | Vláda (mezinárodně neuznaná)                                                    |
| Jižní Moluky                  | 6. srpna 1991      | Vláda (mezinárodně neuznaná)                                                    |
| Íránský Ázerbájdžán           | 2. února 2007      | Jihoazerbajžánská demokratická strana                                           |
| Vnitřní Mongolsko             | 2. února 2007      | Jihomongolské Informační centrum o lidských právech                             |
| Sulu                          | 5. ledna 2015      | Sulská nadace devíti etnických kmenů                                            |
| Taiwan                        | 11. února 1991     | Tchajwanská nadace pro demokracii                                               |
| Tibetská diaspora             | 11. února 1991     | Ústřední tibetská správa                                                        |
| Sístán a Balúčistán           | 26. června 2005    | Balúčistánská lidová strana                                                     |
| Západní togoland              | 2017               |                                                                                 |
| Západní papuánci              | 1991               | Hnutí svobodná Papua                                                            |
| Jorubové                      | 31. července 2020  | Jorubský světový kongres                                                        |
| Zambezie                      | 31. července 2020  | Hnutí za přežití říčních národů Zambie                                          |

### Bývalí členové
| Bývalý člen                           | Datum přístupu     | Datum odchodu      |
| ------------------------------------- | ------------------ | ------------------ |
| Austrálci/Aboridžinci                 | 11. února 1991     | 7. července 2012   |
| Makedonští Albánci                    | 16. dubna 1994     | 1. března 2008     |
| Berbeři (Amazigh)                     | 28. listopadu 2014 | 26. listopadu 2016 |
| Arménie                               | 11. února 1991     | 2. března 1992     |
| Baškortostán                          | 3. ledna 1996      | 30. června 1998    |
| Palau                                 | 11. ledna 1991     | 15. prosince 1995  |
| Bougainville                          | 6. srpna 1991      | 1. března 2008     |
| Buffalo River Dene Nation (Čipevjané) | 19. prosince 2004  | 9. října 2009      |
| Barma                                 | 15. května 2008    | 13. ledna 2010     |
| Burjatsko                             | 3. ledna 1996      | 13. ledna 2010     |
| Cabinda                               | 17. dubna 1997     | 18. září 2011      |
| Çamerie (Arvanité)                    | 8. června 2015     | prosinec 2019      |
| Čečenská republika Ičkerie            | 6. srpna 1991      | 10. září 2010      |
| Čjinové                               | 15. července 2001  | 26. listopadu 2016 |
| Čuvašsko                              | 17. ledna 1993     | 1. března 2008     |
| Čerkesie                              | 16. dubna 1994     | 6. listopadu 2015  |
| Cordilleránci (Igoroti)               | 11. února 1991     | 6. listopadu 2015  |
| Degarové (Montagnardové)              | 14. listopadu 2003 | 29. duben 2016     |
| Východní Timor                        | 17. ledna 1993     | 27. září 2002      |
| Estonsko                              | 11. února 1991     | 17. srpna 1991     |
| Gagauzsko                             | 16. dubna 1994     | 1. prosince 2007   |
| Gruzie                                | 11. února 1991     | 31. července 1992  |
| Albánští Řekové                       | 11. února 1991     | 7. července 2012   |
| Rumunští Maďaři                       | 30. července 1994  | 2015               |
| Ingušsko                              | 30. července 1994  | 1. března 2008     |
| Ingrie                                | 17. ledna 1993     | 9. října 2009      |
| Irácký Kurdistán                      | 11. února 1991     | 1. července 2015   |
| Iráčtí Turkmeni                       | 6. srpna 1991      | 27. listopadu 2016 |
| Havajané (Kalahui Hawaii)             | 3. srpna 1993      | 7. července 2012   |
| Karenský stát                         | 19. ledna 1993     | 7. července 2012   |
| Komijská republika                    | 17. ledna 1993     | 9. října 2009      |
| Kosovo                                | 6. srpna 1991      | 24. března 2018    |
| Kumykové                              | 17. dubna 1997     | 1. března 2008     |
| Lakotové                              | 30. července 1994  | 1. prosince 2007   |
| Lotyšsko                              | 11. února 1991     | 17. srpna 1991     |
| Masajové                              | 19. prosince 2004  | 7. července 2012   |
| Maohi (Polynésané)                    | 30. července 1994  | 1. prosince 2007   |
| Mapučové                              | 19. ledna 1993     | 26. dubna 2016     |
| Marijci                               | 6. srpna 1991      | 9. října 2009      |
| Monové                                | 3. února 1996      | 7. července 2012   |
| Morové                                | 26. září 2010      | 28. listopadu 2014 |
| Nahua Del Alto Balsas                 | 19. prosince 2004  | 20. září 2008      |
| Nuxalkové                             | 23. září 1998      | 1. března 2008     |
| Rusíni                                | 23. září 1998      | 1. prosince 2007   |
| Sacha                                 | 3. srpna 1993      | 30. června 1998    |
| Sandžak                               | 17. ledna 1993     | 18. září 2011      |
| Skåneland                             | 19. ledna 1993     | 18. září 2011      |
| Šanové                                | 17. dubna 1997     | 6. února 2010      |
| Talyšové                              | 15. července 2014  | ?                  |
| Tatarstán                             | 11. února 1991     | 1. března 2008     |
| Cimšiové                              | 2. února 2007      | 18. září 2011      |
| Tuva                                  | 3. února 1996      | 13. února 2010     |
| Udmurtsko                             | 17. ledna 1993     | 6. července 2013   |
| Vhavenda (Bantuové)                   | 14. listopadu 2003 | 1. července 2015   |
| Zanzibar                              | 6. srpna 1991      | 1. července 2015   |